# Saison (Moderevue)
Saison war eine Modezeitschrift in der DDR.

## Inhalt
Die Saison erschien vierteljährlich von Oktober 1962 bis 1990 im Verlag für die Frau in Leipzig.
Sie bot Modelle und Schnittmusterbögen zum Selbernähen und Stricken für die jeweilige Jahreszeit.
In den 1980er Jahren arbeiteten fünf Mitarbeiterinnen in der Redaktion.
Die Zeitschrift kostete 3,50 Mark und war auch in den realsozialistischen Nachbarländern erhältlich. 1989 betrug die offizielle Auflage 360.000 Exemplare.
Es gab regelmäßige Sonderhefte für Kleinkinder-, Kinder- und Jugendmode.